# Mycalesis valeriana
Mycalesis valeriana är en fjärilsart som beskrevs av Smith 1902. Mycalesis valeriana ingår i släktet Mycalesis och familjen praktfjärilar. Inga underarter finns listade i Catalogue of Life.